# Императорский дворец в Киото
Императорский дворец в Киото (яп. 京都御所 Кё:то Госё) — императорский дворец в Японии, хотя и не является резиденцией японского императора. Император проживает в императорском дворце Токио с 1869 года (реставрации Мэйдзи) и распорядился о консервации дворца в Киото в 1877 году.
Находится на территории современного района Камигё города Киото.
Ныне территория дворца открыта для публики, и управление императорского двора Японии организует экскурсии несколько раз в день.
Дворец утратил многие из своих функций во время реставрации Мэйдзи, когда столица была перемещена в Токио в 1869 году. Хотя императоры Тайсё и Сёва настоловались в Киото.

## Описание

### История

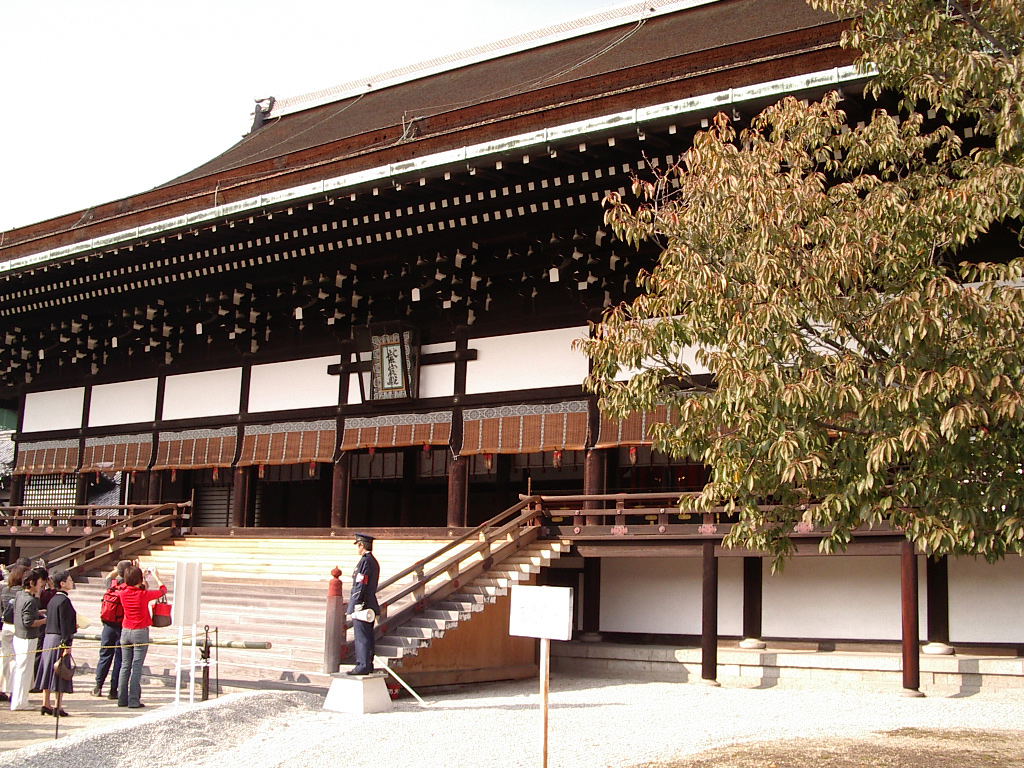
Тронный зал Сисин и Сакон-но-Сакура

В 794 году, после переноса японской столицы в Хэйан, будущий город Киото, в северно-центральной части города был построен императорский дворец. На протяжении VIII—XIII веков он неоднократно реставрировался из-за изношенности и пожара. В таких случаях резиденцию Императора перемещали во Временный дворец (里内裏, сатодайри), который устраивался в имениях вассальных феодалов. Киотский Императорский дворец — это один из таких временных дворцов, который стал постоянным местом жительства Императора и его двора после окончательного упадка Хэйанского Дворца в XIV веке.
Киотский дворец располагался на территории малого дворца Цутимикадо (土御門東洞院殿, Цутимикадо хигаси-но то:ин доно). Во время раскола Императорского дома на северную и южную династии, он использовался с 1331 году как резиденция Императоров северной династии. После объединения двух династий в 1392 году, Киотский дворец стал основным местом пребывания Императоров Японии. Он дважды сгорал дотла в 1401 и 1443 годах, длительное время не реставрировался из-за недостатка финансов и окончательно пал в ходе самурайской смуты Онин 1467—1476 годов.
В 1569 году восстановление киотского Императорского дворца начал феодал Ода Нобунага, захвативший Киото. Он возвёл основные монаршие палаты, которые занимали небольшую площадь в 109,9 м2. Реставрацию продолжили его политические преемники Тоётоми Хидэёси и Токугава Иэясу, которые расширили дворец. Окончательно резиденция Императора была завершена в течение 1620—1640-х годов.
Киотский дворец неоднократно горел в 1653, 1661, 1673, 1708, 1788 годах. В 1789 году председатель сёгунатского правительства Мацудайра Саданобу частично отреставрировал его, построив несколько зданий в стиле дворца Хэйан по проекту Урамацу Мицуё. Несмотря на это, в 1854 году Императорский дворец сгорел очередной раз и в следующем году его опять полностью отреставрировали. В таком виде дворец сохраняется до сих пор.

### Здания

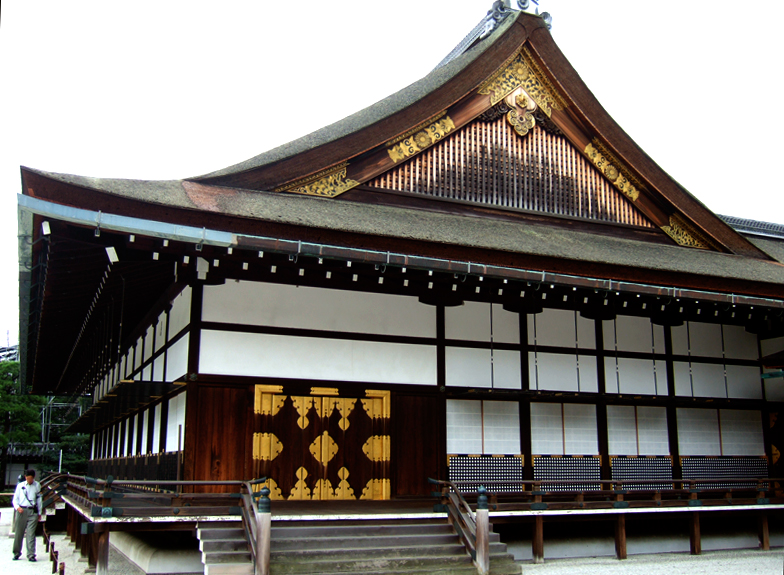
Малый дворец Когосё

Протяжённость Киотского дворца с севера на юг составляет 450 м, а с запада на восток — 250 м. Его территория ограждена белой стеной с шестью воротами.
На юге расположены парадные ворота Кэнрэй, которые выходят на южный двор, окружённый тремя галереями: Сёмэймон, Никкамон и Гэккамон. В северной стороне двора стоит главный тронный зал Сисин, а к северо-запад от него — помещения монарха Сэйрё. К северо-востоку от зала находится малый дворец Когосё, Учебный зал и зал Цуненогоден. К востоку от них расположен Императорский пруд. В северной части Киотского дворца находятся залы Императрицы, залы принцев и принцесс.
На юго-востоке от Киотского дворца расположен дворец Императрицы-матери, который был построен в 1867 году, и дворец экс-Императора, построенный в 1852 году. Вместе с Киотским дворцом их называют Киотским Императорским садом (京都御苑, Кё:то гёэн). Его общая площадь составляет 90 м2. До середины XX века составляющими сада были имения столичных аристократов и императорской семьи, построенные вдоль Императорского дворца. По состоянию на 1994 год из них сохранилась усадьба рода Рэйдзэн, которая занесена в список ценных культурных достижений Японии.
Киотский Императорский дворец ежегодно открыт для посещения в первой декаде апреля и второй декаде октября. В другие дни можно посетить дворец при наличии особого разрешения Управления Императорского двора Японии.

## Схема
1. Ворота Кэнрэй (建礼門, けんれいもん, кэнрэй мон)
2. Ворота Кэнсюн (建春門, けんしゅんもん, кэнсюн-мон)
3. Ворота Сакухэй (朔平門, さくへいもん, сакухэй-мон)
4. Ворота Кого (皇后門, こうごうもん, кого-мон)
5. Ворота Сэйсё (清所門, せいしょもん, сэйсё-мон)
6. Ворота Гисю (宜秋門, ぎしゅうもん, гисю-мон)
7. Ворота Сёмэй (承明門, しょうめいもん, сёмэй-мон)
8. Ворота Никка (日華門, にっかもん, никка-мон)
9. Ворота Гэкка (月華門, げっかもん, гэкка-мон)
10. Тронный зал Сисин (紫宸殿, ししんでん, сисин-дэн)
11. Зал-помещение Сэйрё (清涼殿, せいりょうでん, сейрё-дэн)
12. Малый дворец Когосё (小御所, こごしょ, ко-госё)
13. Учебный зал (御学問所, ごがくもんじょ, гогакумон-сё)
14. Зал Сюнко (春興殿, しゅんこうでん, сюнко-дэн)
15. Новая парадная (新御車寄, しんみくるまよせ, син-микурума-ёсэ)
16. Кабинеты министров (諸大夫の間, しょだいぶのま, сёдайбу-но-ма)
17. Парадная (御車寄, みくるまよせ, син-микурума-ёсэ)
18. Тройной кабинет (御三間, おみま, о-мима)
19. Цунэноготэн (常御殿, つねのごてん, цунэ-но-готэн)
20. Зал отдыха (御涼所, おすずみしょ, о-судзумисё)
21. Цветочный зал (御花御殿, おはなごてん, о-хана готэн)
22. Зал Императрицы (皇后宮常御殿, こうごうぐうつねのごてん, когогу цунэ-но-готэн)
23. Усадьба ароматов (飛香舎, ひぎょうしゃ, бигё-ся)
24. Зал принцев (若宮御殿, わかみやごてん, вакамия готэн)
25. Зал принцесс (姫宮御殿, ひめみやごてん, химэмия готэн)
26. Зал Сандай (参内殿, さんだいでん, сандай-дэн)